# الطريق الأوروبي E47
الطريق الأوروبي E47 هو طريق من شبكة الطرق الأوروبية الدولية للأمم المتحدة، يربط لوبيك في ألمانيا بهلسنجبورج في السويد عبر العاصمة الدنماركية كوبنهاغن.